# Joseph Parry
Joseph Parry (Merthyr Tydfil, País de Gal·les, 21 de maig de 1841 - Penarth, País de Gal·les, 17 de febrer de 1903) fou un compositor del Regne Unit.
Molt jove encara, emigra a Amèrica amb els seus pares retornant més tard a la seva pàtria. Aconseguí molts premis per les seves composicions de caràcter popular en diferents certàmens públics celebrats al País de Gal·les, malgrat que encara posseïa pocs estudis musicals.
El 1868 Brinley el feu entrar en l'Acadèmia Reial de Londres, on va fer grans progressos, essent anomenat el 1872 professor de música de l'University College d'Aberystwith. El 1878 rebé el grau de doctor en la Universitat de Cambridge.

## Obres principals

### Òperes
- Blodwen: (1878).
- Arianwen: (1890)
- Sylvia: (1895)
- King Arthur: (1897)

Els oratoris Emmanuel, Saül a Tarse (1892), i The maid of Cefu Idfa (Cardiff, 1902); la cantata Nebukadnezar (1884), l'obertura L'infant prodigi, i nombroses melodies vocals.